# ماری یوانوویچ
ماری یوانوویچ (انگلیسی: Marie Yovanovitch؛ زادهٔ ۱۱ نوامبر ۱۹۵۸) یک دیپلمات آمریکایی و عضو رده‌های ارشد خدمات خارجی ایالات متحده است. وی در پست‌های مختلف وزارت امور خارجه، از جمله مشاور ارشد معاون وزیر امور خارجه در امور سیاسی (۲۰۰۴–۲۰۰۵)، سفیر ایالات متحده در قرقیزستان (۲۰۰۵–۲۰۰۸)؛ سفیر ایالات متحده در ارمنستان (۲۰۱۱–۲۰۱۱)؛ دستیار معاون وزیر امور خارجه دفتر امور اروپا و اوراسیا (۲۰۱۲–۲۰۱۳) و سفیر ایالات متحده در اوکراین (۲۰۱۶–۲۰۱۹) خدمت کرده‌است.